# Przemysław Michalczyk
Przemysław Michalczyk (ur. 19 stycznia 1973) – polski siatkarz, obecnie trener. Grał na pozycji przyjmującego.
W latach 1999–2004 zagrał w reprezentacji Polski 58 razy, uczestniczył w Mistrzostwach Europy 2001.
W sezonach 2009/10 - 2011/12 trener w klubie BBTS Bielsko-Biała. W sezonach 2012/13 - 2013/14 II trener w zespole AZS Politechnika Warszawska. Od lipca do grudnia 2014 prowadził pierwszoligowy zespół Espadon Szczecin.
W czerwcu 2015 został trenerem KPS-u Siedlce, ale w lipcu tegoż roku zrezygnował z tej funkcji i został prezesem KS Jastrzębski Węgiel SA. Od stycznia 2016 był wiceprezesem klubu ze Śląska, później dyrektorem ds. sportowych. a w maju 2016 rozstał się z jastrzębskim zespołem.
W sezonie 2016/17 prowadził pierwszoligową Victorię Wałbrzych. W sezonie 2017/18 asystent Jakuba Bednaruka w Łuczniczce Bydgoszcz. W sezonie 2019/2020 był trenerem BKS-u Visły Bydgoszcz (zrezygnował 28 lutego 2020). W czerwcu 2021 roku został ogłoszony trenerem kobiecego klubu grającego I lidze - Stal Mielec.

## Kariera trenerska
| Lata                      | Klub                             | Funkcja   |
| ------------------------- | -------------------------------- | --------- |
| 2009–2012                 | BBTS Bielsko-Biała               | I trener  |
| 2012–2014                 | AZS Politechnika Warszawska      | II trener |
| 2014 (do 16.12.2014)      | Espadon Szczecin                 | I trener  |
| 2015–2016                 | Jastrzębski Węgiel               | Prezes    |
| 2016–2017                 | Victoria Wałbrzych               | I trener  |
| 2017–2019                 | Chemik Bydgoszcz                 | II trener |
| 2019–2020 (do 28.02.2020) | BKS Visła Bydgoszcz              | I trener  |
| 2020–2021                 | MKS SAN-Pajda Jarosław (kobiety) | II trener |
| 2021 (do 09.11.2021)      | ITA Toolls Stal Mielec (kobiety) | I trener  |
| 2022–2024 (do 24.01.2024) | Energa MKS Kalisz (kobiety)      | II trener |
| 2024– (od 24.01.2024)     | Energa MKS Kalisz (kobiety)      | I trener  |

## Jako zawodnik

### Sukcesy klubowe
Mistrzostwo Polski:
- 2004
- 2006, 2007
- 2000, 2001, 2003